# 永丰水库 (长丰)
永丰水库是中国安徽省合肥市长丰县境内的一座水库，位于淮河水系洛河上，建于1975年。水库正常库容为1765万立方米，集雨面积为31平方千米，海拔为41.66米。